# Psychomyia lii
Psychomyia lii is een schietmot uit de familie Psychomyiidae. De soort komt voor in het Oriëntaals gebied.